# Treignac
Treignac (Trainhac en occitan) est une commune française située dans le département de la Corrèze en région Nouvelle-Aquitaine.
La commune de Treignac est labellisée Petite Cité de caractère.

## Géographie

### Généralités
Limitée à l'ouest par le rocher des Folles et à l'est par le saut de la Virolle, Treignac est une commune du Massif central située sur le plateau de Millevaches. D'influence atlantique, le climat y donne naissance à une végétation naturelle très verdoyante.
Les eaux de la Vézère sont retenues en amont du bourg par le barrage de Treignac, formant le lac des Bariousses. La commune est également arrosée par un affluent de la Vézère, le ruisseau d'Alembre, et le ruisseau de la Cassière, affluent de la Soudaine et sous-affluent de la Vézère, borde la commune à l'ouest sur un kilomètre et demi.
Le bourg est bâti entre 400  et   500 mètres d'altitude, au pied du massif des Monédières, dans les gorges de la Vézère, à l'intérieur du parc naturel régional de Millevaches en Limousin.

### Communes limitrophes

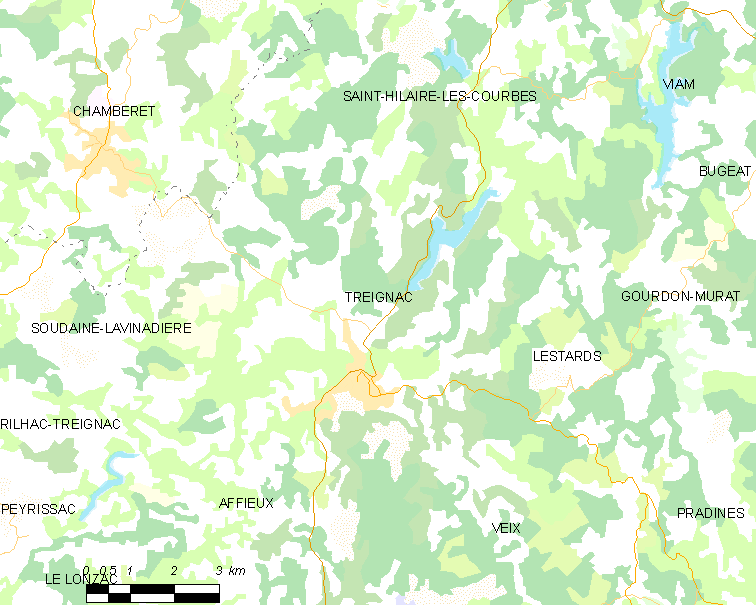
Carte de Treignac et des communes avoisinantes.

Treignac est limitrophe de six autres communes.

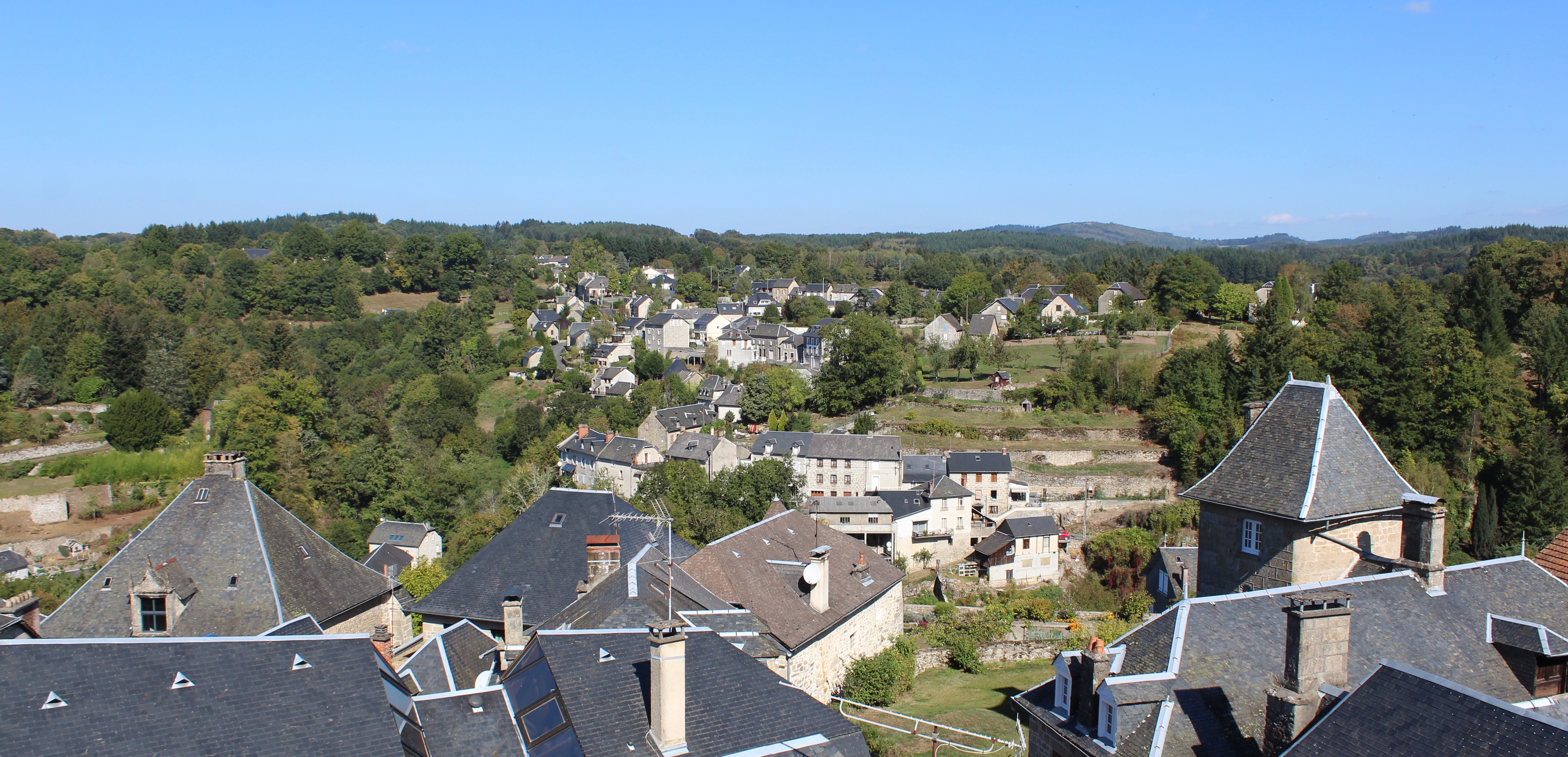
Panorama de la ville depuis le sommet de la tour.

| Chamberet            | Saint-Hilaire-les-Courbes |          |
| Soudaine-Lavinadière | Treignac                  | Lestards |
| Affieux              |                           | Veix     |

### Climat
Pour des articles plus généraux, voir Climat de la Nouvelle-Aquitaine et Climat de la Corrèze.
Historiquement, la commune est exposée à un climat montagnard.  
En 2020, Météo-France publie une typologie des climats de la France métropolitaine dans laquelle la commune est exposée à un climat de montagne et est dans la région climatique  Ouest et nord-ouest du Massif Central, caractérisée par une pluviométrie annuelle de 900 à 1 500 mm, maximale en automne et en hiver.
Pour la période 1971-2000, la température annuelle moyenne est de 10,4 °C, avec  une amplitude thermique annuelle de 14,9 °C. Le cumul annuel moyen de précipitations est de 1 336 mm, avec 13,6 jours de précipitations en janvier et 8,3 jours en juillet. Pour la période 1991-2020, la température moyenne annuelle observée sur la station météorologique la plus proche, située sur la commune d'Uzerche à 22 km à vol d'oiseau, est de 12,1 °C et le cumul annuel moyen de précipitations est de 1 097,9 mm,. Pour l'avenir, les paramètres climatiques de la commune estimés pour 2050 selon différents scénarios d’émission de gaz à effet de serre sont consultables sur un site dédié publié par Météo-France en novembre 2022.

## Urbanisme

### Typologie
Au 1er janvier 2024, Treignac est catégorisée bourg rural, selon la nouvelle grille communale de densité à 7 niveaux définie par l'Insee en 2022.
Elle est située hors unité urbaine et hors attraction des villes,.

### Occupation des sols
L'occupation des sols de la commune, telle qu'elle ressort de la base de données européenne d’occupation biophysique des sols Corine Land Cover (CLC), est marquée par l'importance des forêts et milieux semi-naturels (56,3 % en 2018), en diminution par rapport à 1990 (57,6 %). La répartition détaillée en 2018 est la suivante : 
forêts (55,3 %), prairies (32,1 %), zones agricoles hétérogènes (6,1 %), zones urbanisées (4 %), eaux continentales (1,5 %), milieux à végétation arbustive et/ou herbacée (1 %).
L'évolution de l’occupation des sols de la commune et de ses infrastructures peut être observée sur les différentes représentations cartographiques du territoire : la carte de Cassini (XVIIIe siècle), la carte d'état-major (1820-1866) et les cartes ou photos aériennes de l'IGN pour la période actuelle (1950 à aujourd'hui).

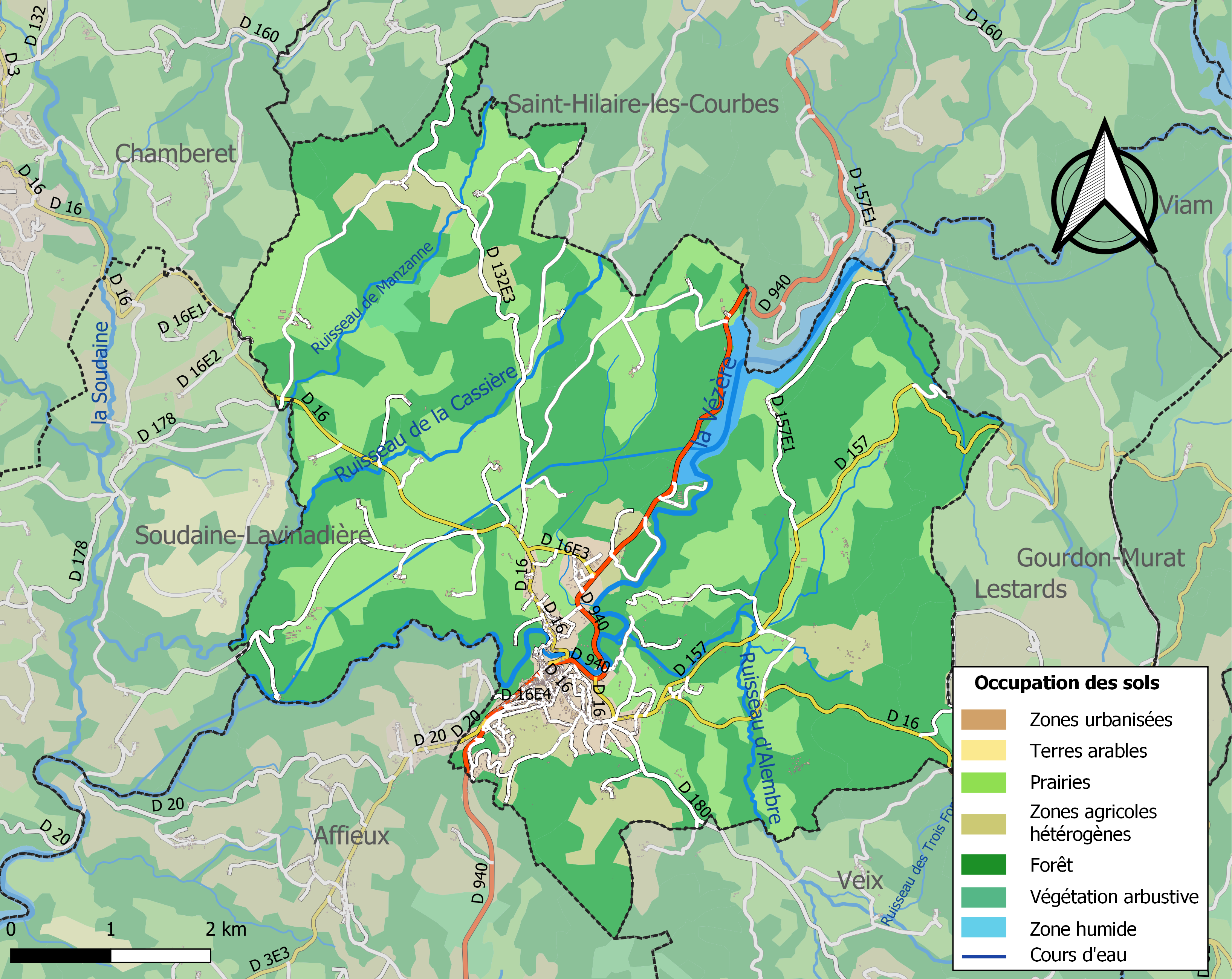
Carte des infrastructures et de l'occupation des sols de la commune en 2018 (CLC).

### Risques majeurs
Le territoire de la commune de Treignac est vulnérable à différents aléas naturels : météorologiques (tempête, orage, neige, grand froid, canicule ou sécheresse), feux de forêts, mouvements de terrains et séisme (sismicité très faible). Il est également exposé à un risque technologique, la rupture d'un barrage, et à un risque particulier : le risque de radon. Un site publié par le BRGM permet d'évaluer simplement et rapidement les risques d'un bien localisé soit par son adresse soit par le numéro de sa parcelle.

#### Risques naturels

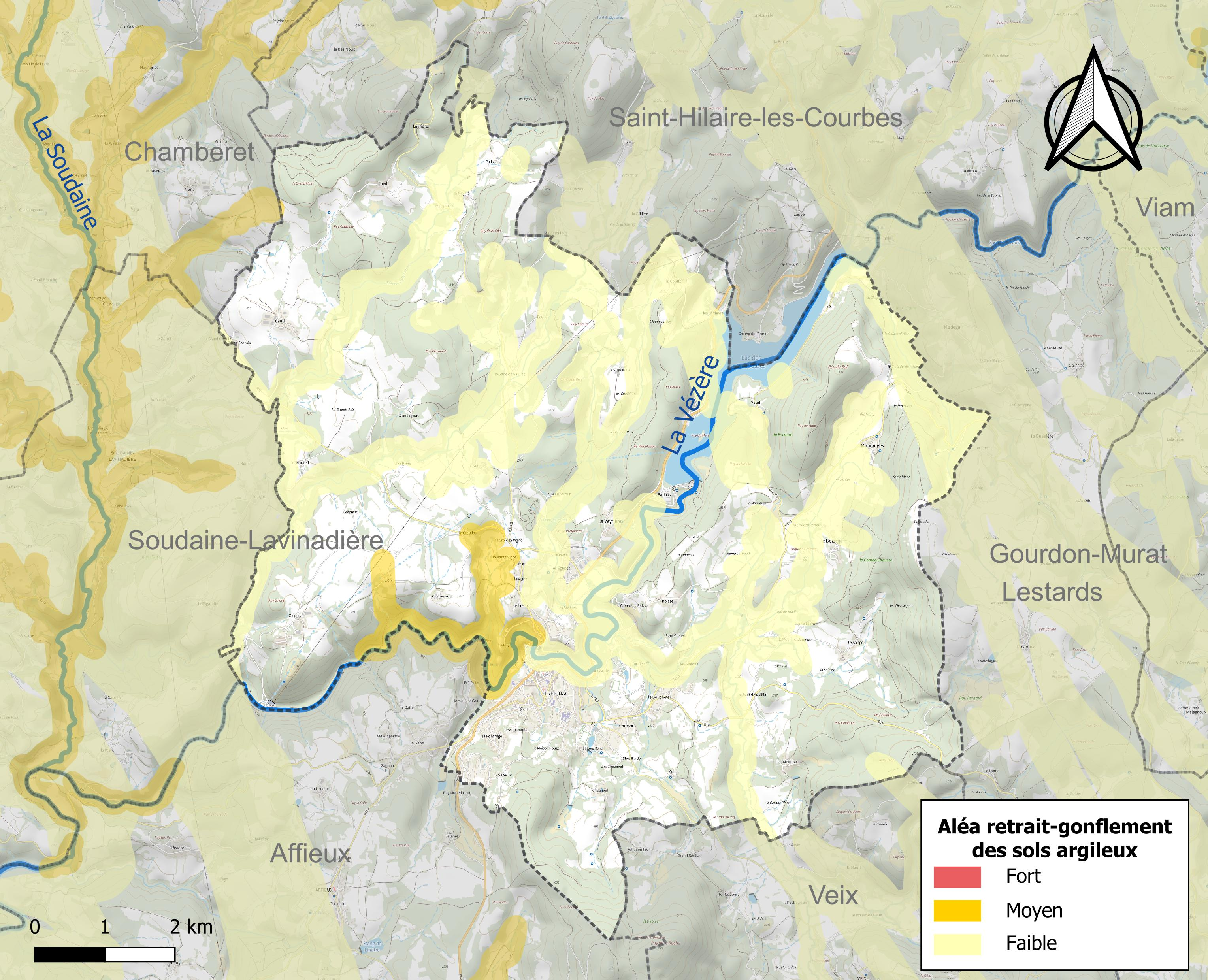
Carte des zones d'aléa retrait-gonflement des sols argileux de Treignac.

La commune est vulnérable au risque de mouvements de terrains constitué principalement du retrait-gonflement des sols argileux. Cet aléa est susceptible d'engendrer des dommages importants aux bâtiments en cas d’alternance de périodes de sécheresse et de pluie. 2,9 % de la superficie communale est en aléa moyen ou fort (26,8 % au niveau départemental et 48,5 % au niveau national). Sur les 1 040 bâtiments dénombrés sur la commune en 2019,  66 sont en aléa moyen ou fort, soit 6 %, à comparer aux 36 % au niveau départemental et 54 % au niveau national. Une cartographie de l'exposition du territoire national au retrait gonflement des sols argileux est disponible sur le site du BRGM,.
Concernant les feux de forêt, aucun plan de prévention des risques incendie de forêt (PPRIF) n’a été établi en Corrèze, néanmoins le code de l’urbanisme impose la prise en compte des risques dans les documents d’urbanisme. Le périmètre des servitudes d'utilité publique et des zones d'obligation légale de débroussaillement pour les particuliers est quant à lui défini pour la commune dans une carte dédiée. 
La commune a été reconnue en état de catastrophe naturelle au titre des dommages causés par les inondations et coulées de boue survenues en 1982, 1993, 1994 et 1999. Concernant les mouvements de terrains, la commune a été reconnue en état de catastrophe naturelle au titre des dommages causés par des mouvements de terrain en 1999 et par des glissements de terrain en 1993 et 1994.

#### Risques technologiques
La commune est en outre située en aval du barrage de Monceaux la Virolle, un ouvrage de classe A situé en Corrèze et disposant d'une retenue de 20,5 millions de mètres cubes. À ce titre elle est susceptible d’être touchée par l’onde de submersion consécutive à la rupture de cet ouvrage.

#### Risque particulier
Dans plusieurs parties du territoire national, le radon, accumulé dans certains logements ou autres locaux, peut constituer une source significative d’exposition de la population aux rayonnements ionisants. Certaines communes du département sont concernées par le risque radon à un niveau plus ou moins élevé. Selon la classification de 2018, la commune de Treignac est classée en zone 3, à savoir zone à potentiel radon significatif. 

## Toponymie
Treignac est mentionné sous les formes latines Trainiaco (en 924) et Trainiaci (vers 1092), respectivement à l'ablatif et au génitif, puis en 1105 sous la forme occitane Trayniac. Selon Marcel Villoutreix, il s'agit d'un dérivé du nom de personne latin Traianius avec le suffixe gaulois -acus.

## Histoire

### Moyen Âge et Temps modernes
Lors du haut Moyen Âge, il y avait deux chefs-lieux sur le territoire actuel de la commune de Treignac : Manzannes et Treignac.
À Manzannes était établi un prieuré dédié à Notre Dame, rattaché au Monastère de Ventadour (Ordre de Cluny).
À Treignac, sur le point haut dénommé maintenant « Les églises », non loin de la fontaine Saint Méen qui fut le point de départ de cette implantation, les premières habitations furent construites autour des églises Saint-Martin, Saint-Léobon et Saint-Jean. L'église Saint Martin était rattachée au Monastère d'Uzerche.
Dans le Pouillé de 1315, les deux sites de Manzannes et Treignac sont encore cités, dans la liste de l'archiprêtré de La Porcherie, entre la paroisse de Soudaine et celle de Veix.

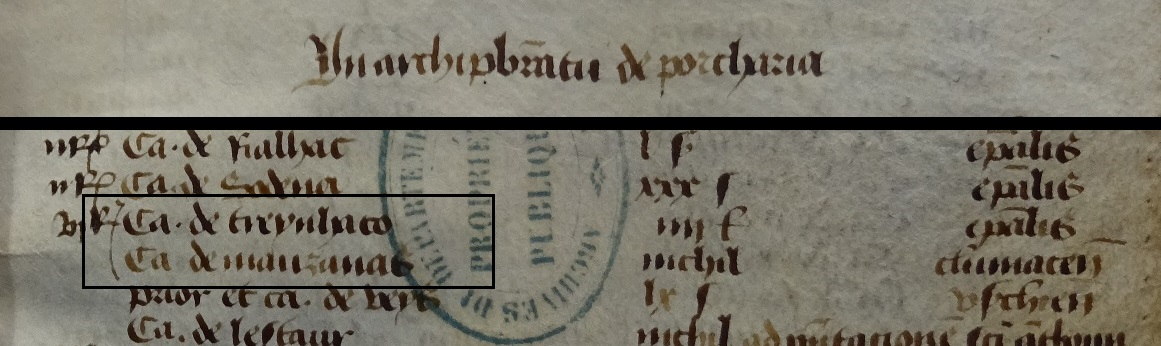
Extrait du pouillé de 1315. Ancien diocèse de Limoges (Source : Archi. dept .23)

Sur la carte de Cassini, ces deux chefs-lieux sont encore repérés, et dénommés « Mansannes » et « St Martin de Treignac ». Treignac y est identifiée à part, comme une place forte.
Le château de Treignac est bâti vers l'an 1000 sur un énorme piton rocheux, presque inaccessible, dans une boucle de la Vézère dénommée la presqu'île.  C'est alors que naquit la ville murée, dont il reste la porte Chabirande. Les remparts sont détruits au début du XIXe siècle. Treignac est ville libre à la suite de trois chartes : 1205, 1284 et 1438. La ville est gouvernée par quatre consuls.
Ayant subi plusieurs mises à sac au moment des guerres seigneuriales (notamment par Rodrigue de Villandrando en 1438, d'où une nouvelle charte) et des guerres de religion lors du XVIe siècle, la ville est reconstruite à partir de la Renaissance, mais il ne reste avant tout que des maisons des XVIIe siècle, XVIIIe et XIXe siècles.
Une église réformée était fondée à Treignac au XVIe siècle, où trois temples successifs ont été utilisés, le premier datant de 1572. Treignac est resté un « îlot de résistance » protestant : après la Révocation (1685), de petites assemblées du Désert y ont persisté jusqu'à la fin du XVIIe siècle.

### Époque contemporaine

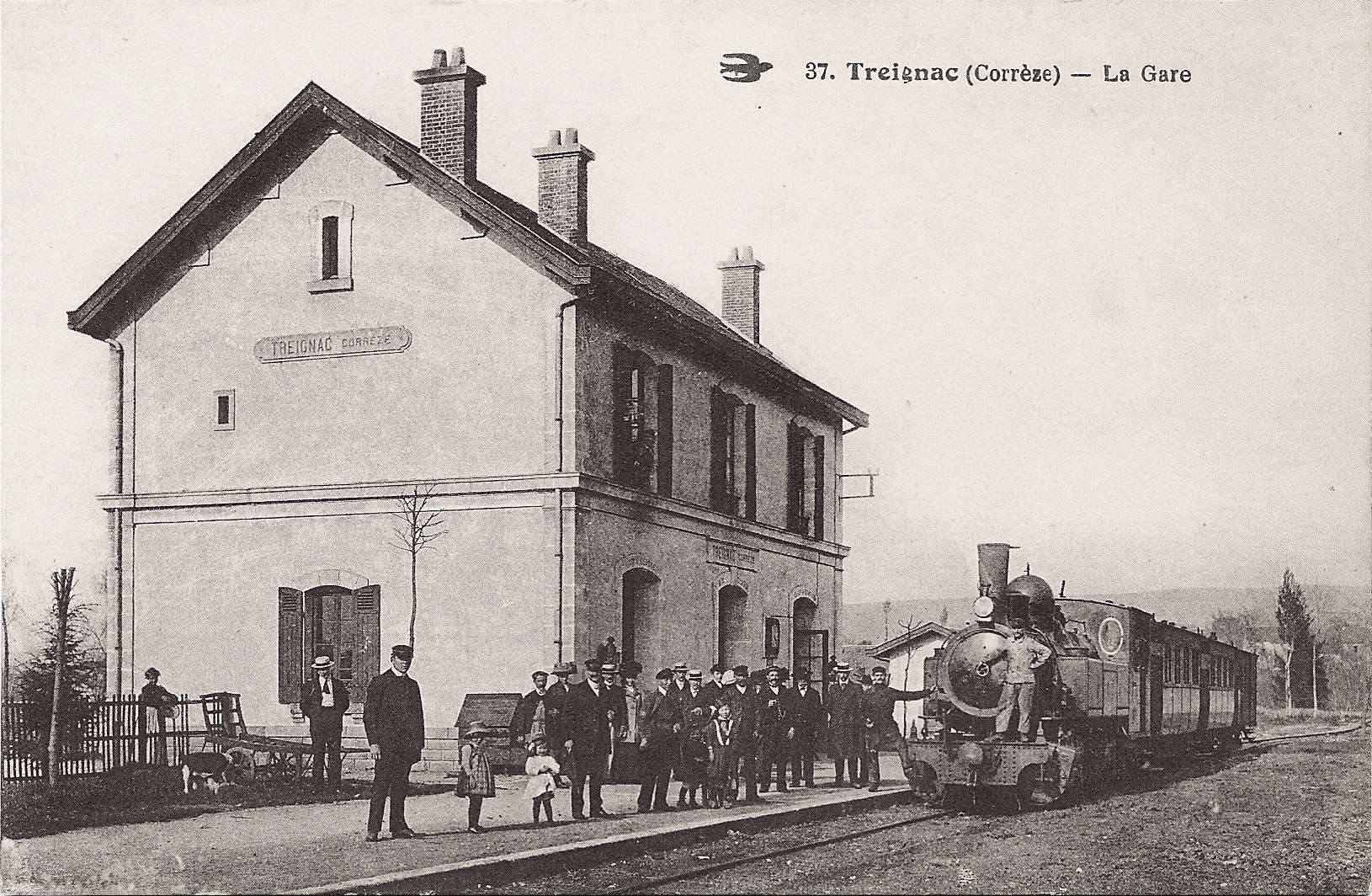
La gare de Treignac au début du XXe siècle, au terminus de la ligne du PO-Corrèze vers Seilhac.

À la Révolution, le château est entièrement détruit, non à cause de la Révolution mais avant tout à la suite de l'abandon par les seigneurs depuis longtemps (cf. Correspondance de François Marie d'Hautefort et de Marie Françoise de Pompadour, 1684-1695 et 1716-1747, Bruxelles, 1905). Pour suivre un décret de la Convention, la commune change de nom pour Treignac-la-Montagne. Au milieu du XIXe siècle, le pont Finot (construit en 1824) et le pont Bargy (construit en 1840) permettent de désenclaver Treignac.
Au XXe siècle, des nouvelles rues sont ouvertes. Le 20 juillet 1904, la ligne de chemin de fer secondaire à voie métrique Seilhac - Treignac du PO-Corrèze est inaugurée. Cette ligne est supprimée en 1970.
Le 29 janvier 1944 un convoi de GMR de la compagnie du Bourbonnais de retour d'expédition contre le Maquis fut attaqué par la Résistance à proximité de Treignac. Aussitôt les GMR établirent un barrage routier. Peu de temps après une voiture occupée par quatre personnes se présenta devant le barrage. Un GMR nommé Ollagnier, sur ordre du lieutenant Mathieu Tournebize responsable du barrage, tira sur elle deux rafales de fusil-mitrailleur tuant trois des quatre occupants. 
La compagnie du Bourbonnais étant casernée à Vichy, c'est devant la Cour de Justice de l'Allier qu'après la Libération, le commandant de la Compagnie, René Bastide, le lieutenant Tournebize et un certain Germain Pancot comparurent pour ces faits le 23 janvier 1945.
La Cour composée, ironie de l'Histoire, de magistrats qui, avaient tous prêté serment à Pétain, même le procureur pourtant authentique résistant. les condamna tous trois à la peine capitale.
Le pourvoi de Bastide ayant été rejeté, il fut fusillé le 22 février 1945 a 8 h 15 du matin au stand de tir du terrain de manœuvres de Bressolles en contrebas de la route Moulins-Saint-Pourçain. 
Le procès du tireur, Joseph Ollagnier, n'intervint que le 7 août 1945. C'était un ancien sous-officier de carrière qui, démobilisé, avait adhéré à la Milice en mai 1943 dans la région de Castres où il avait trouvé à s'embaucher comme ouvrier agricole. Moins de quatre mois plus tard, en octobre, il quitta la Milice et s'engagea aux GMR Bourbonnais. Avec ce groupe il participa à diverses opérations contre la Résistance dont celle de Treignac. Il soutint qu'il n'avait tiré que sur ordre de Tournebize qui, toujours sous le coup de sa condamnation à mort, n'était pas là pour le contredire.
Depuis les évènements de Treignac la guerre avait pris fin et les passions commençaient à refroidir. Le tribunal ne lui infligea que trois ans de prison et l’indignité nationale à vie.

## Politique et administration

### Administration municipale
Le nombre d'habitants au dernier recensement étant compris entre 500 et 1 499, le nombre de membres du conseil municipal est de 15.

### Liste des maires

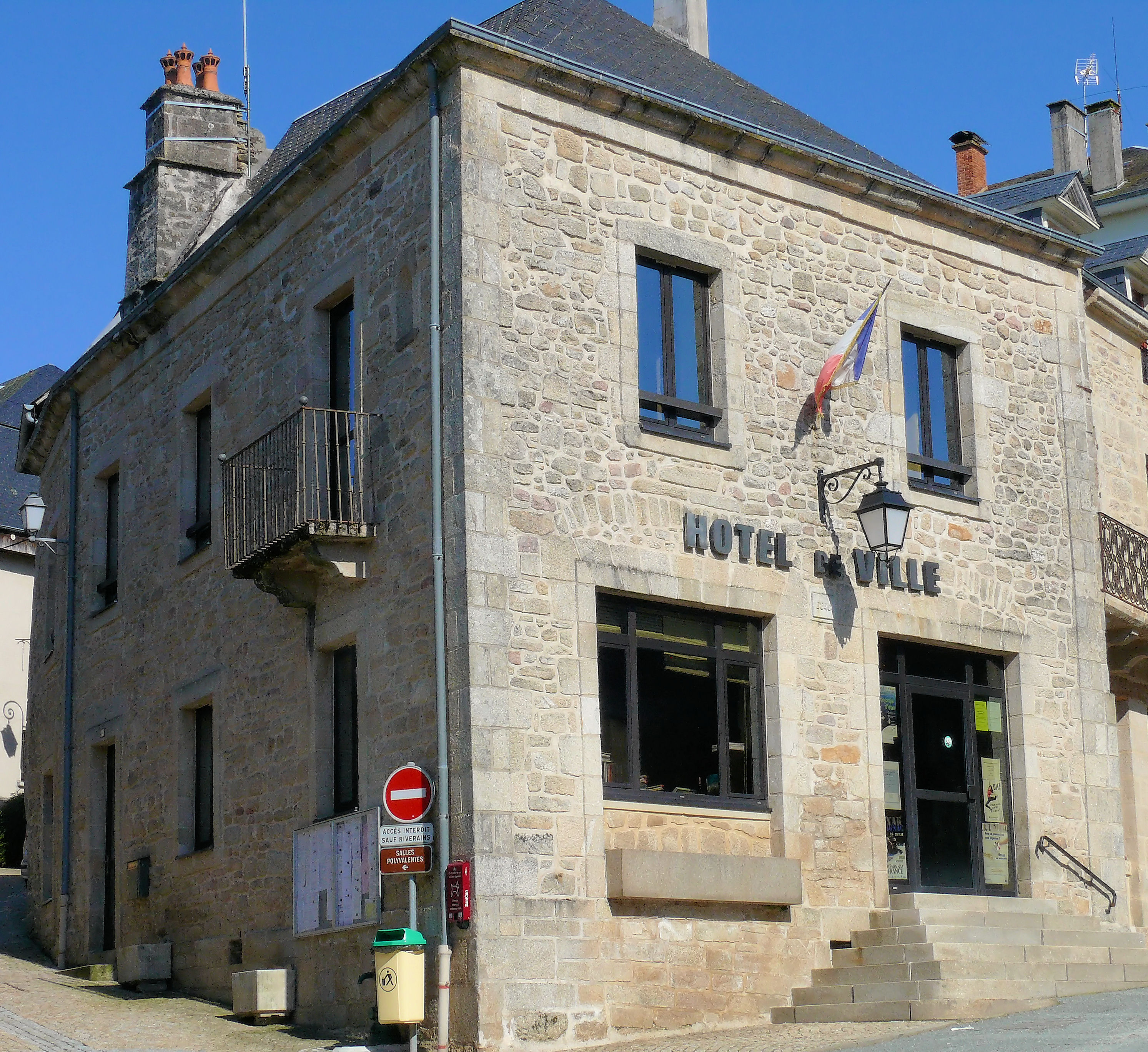
L'hôtel de ville.

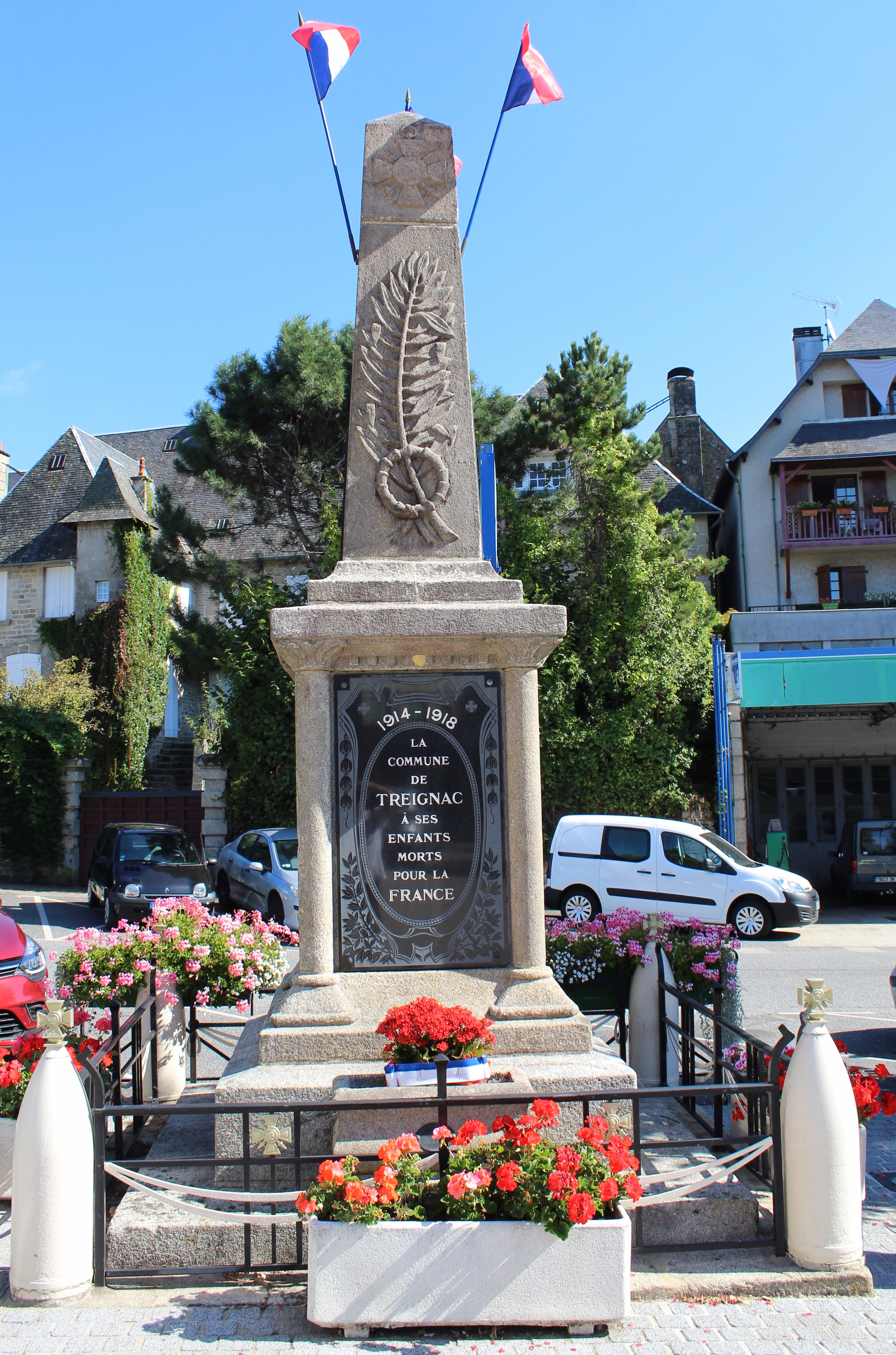
Le monument aux morts.

| Période                                  | Période                   | Identité            | Étiquette | Qualité                                                                                          |
| ---------------------------------------- | ------------------------- | ------------------- | --------- | ------------------------------------------------------------------------------------------------ |
| Les données manquantes sont à compléter. |                           |                     |           |                                                                                                  |
| 1891                                     | 1903                      | Léon Vacher         | Rad.      | Député de la Corrèze (1876-1890, 1898-1902) Conseiller général du canton de Treignac (1889-1901) |
| 1904                                     | 1929                      | Philibert Mazaudois | RG        | Conseiller général du canton de Treignac (1919-1925)                                             |
| 1929                                     | 1939                      | Albert Fleyssac     | Rad.      | Conseiller général du canton de Treignac (1925-1937)                                             |
| 1945                                     | 1947                      | Léon Mayzaud        |           |                                                                                                  |
| 1947                                     | 1959                      | Johannés Dupuy      |           |                                                                                                  |
| 1959                                     | 1989                      | Paul Pouloux        | RPR       | Pharmacien                                                                                       |
| 1989                                     | 1995                      | Guy Merle           |           |                                                                                                  |
| 1995                                     | 2001                      | Georges Bordes      |           |                                                                                                  |
| 2001                                     | 2014                      | Jean Paul Navaud    |           | Boucher-charcutier                                                                               |
| 2014                                     | En cours (au 25 mai 2020) | Gérard Coignac      | PS        | Agent technique                                                                                  |

### Jumelages

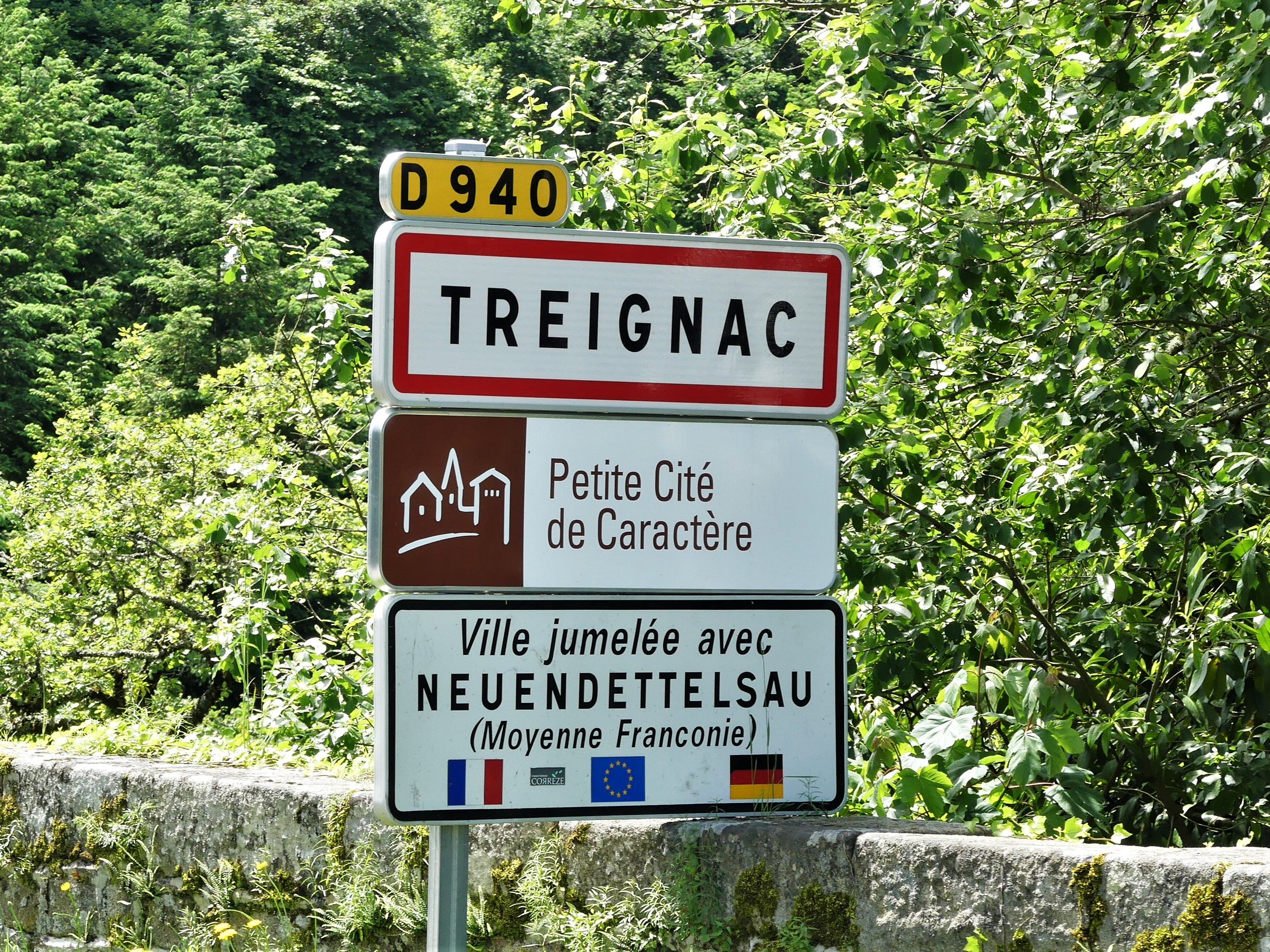
Panneau de jumelage avec Neuendettelsau.

- Neuendettelsau (Allemagne).

### Politique environnementale
Dans son palmarès 2024, le Conseil national de villes et villages fleuris de France a attribué une fleur à la commune.

## Démographie
L'évolution du nombre d'habitants est connue à travers les recensements de la population effectués dans la commune depuis 1793. Pour les communes de moins de 10 000 habitants, une enquête de recensement portant sur toute la population est réalisée tous les cinq ans, les populations de référence des années intermédiaires étant quant à elles estimées par interpolation ou extrapolation. Pour la commune, le premier recensement exhaustif entrant dans le cadre du nouveau dispositif a été réalisé en 2005.

En 2022, la commune comptait 1 258 habitants, en évolution de −7,23 % par rapport à 2016 (Corrèze : −0,59 %, France hors Mayotte : +2,11 %).
| 1793  | 1800  | 1806  | 1821  | 1831  | 1836  | 1841  | 1846  | 1851  |
| ----- | ----- | ----- | ----- | ----- | ----- | ----- | ----- | ----- |
| 2 591 | 2 100 | 2 278 | 2 557 | 2 704 | 2 888 | 2 988 | 3 186 | 3 359 |

| 1856  | 1861  | 1866  | 1872  | 1876  | 1881  | 1886  | 1891  | 1896  |
| ----- | ----- | ----- | ----- | ----- | ----- | ----- | ----- | ----- |
| 3 281 | 3 120 | 3 155 | 2 788 | 2 897 | 2 841 | 3 001 | 2 947 | 2 866 |

| 1901  | 1906  | 1911  | 1921  | 1926  | 1931  | 1936  | 1946  | 1954  |
| ----- | ----- | ----- | ----- | ----- | ----- | ----- | ----- | ----- |
| 2 929 | 2 868 | 2 842 | 2 511 | 2 379 | 2 258 | 2 268 | 2 216 | 2 161 |

| 1962  | 1968  | 1975  | 1982  | 1990  | 1999  | 2005  | 2006  | 2010  |
| ----- | ----- | ----- | ----- | ----- | ----- | ----- | ----- | ----- |
| 1 857 | 1 826 | 1 866 | 1 690 | 1 520 | 1 415 | 1 389 | 1 376 | 1 376 |

| 2015  | 2020  | 2022  | - | - | - | - | - | - |
| ----- | ----- | ----- | - | - | - | - | - | - |
| 1 347 | 1 268 | 1 258 | - | - | - | - | - | - |

## Culture locale et patrimoine

### Lieux et monuments
En 1989, le village a adhéré à l'association Les Plus Beaux Villages de France, mais a perdu son label depuis 2008. C'est maintenant un village de caractère
- Le château de Treignac, démoli au début de la Révolution[25].
- Château d'Auliat : 45.5282  1.8114
- Château de Coudert : 45.537734  1.807445
- Château de la Veyrière : 45.549674, 1.803138
- Manoir de Boisse : 45.5441  1.8122
- Manoir de Grand-Champ : 45.5357   1.79514
- Manoir du Monteil : 45.555597, 1.763961
- Vestiges d'une ancienne église fortifiée.
- L'église Notre-Dame-des-Bans est l'église actuelle, de style gothique du XIIIe siècle. Notre-Dame-de-la-Basse-Cour est la première appellation, elle était située au château. Cette appellation est abandonnée au profit de Notre-Dame-des-Bans. L'église est reconstruite en 1471. Le clocher est réédifié en 1602 et une porte de style Louis XIII est ouverte. L'édifice a été inscrit au titre des monuments historiques en 1932[34].
- La porte Chabirande est construite au XIIIe siècle à la naissance de la ville murée. Celle-ci franchie, à gauche se trouve la maison des gardes assurant la surveillance de cette porte. Elle fait communiquer le bourg avec le quartier des Bans. C'est la seule porte médiévale qui subsiste encore aujourd'hui, les deux autres portes : la porte de la Pradelle et la porte Soulanche ont été détruites.
- Le musée des Arts et Traditions de la Haute-Vézère est une maison Renaissance, don de la famille Lachaud, à la commune de Treignac. Elle est caractérisée par deux grandes portes en ogives et des fenêtres à meneaux dont l'encadrement se termine par des têtes sculptées.

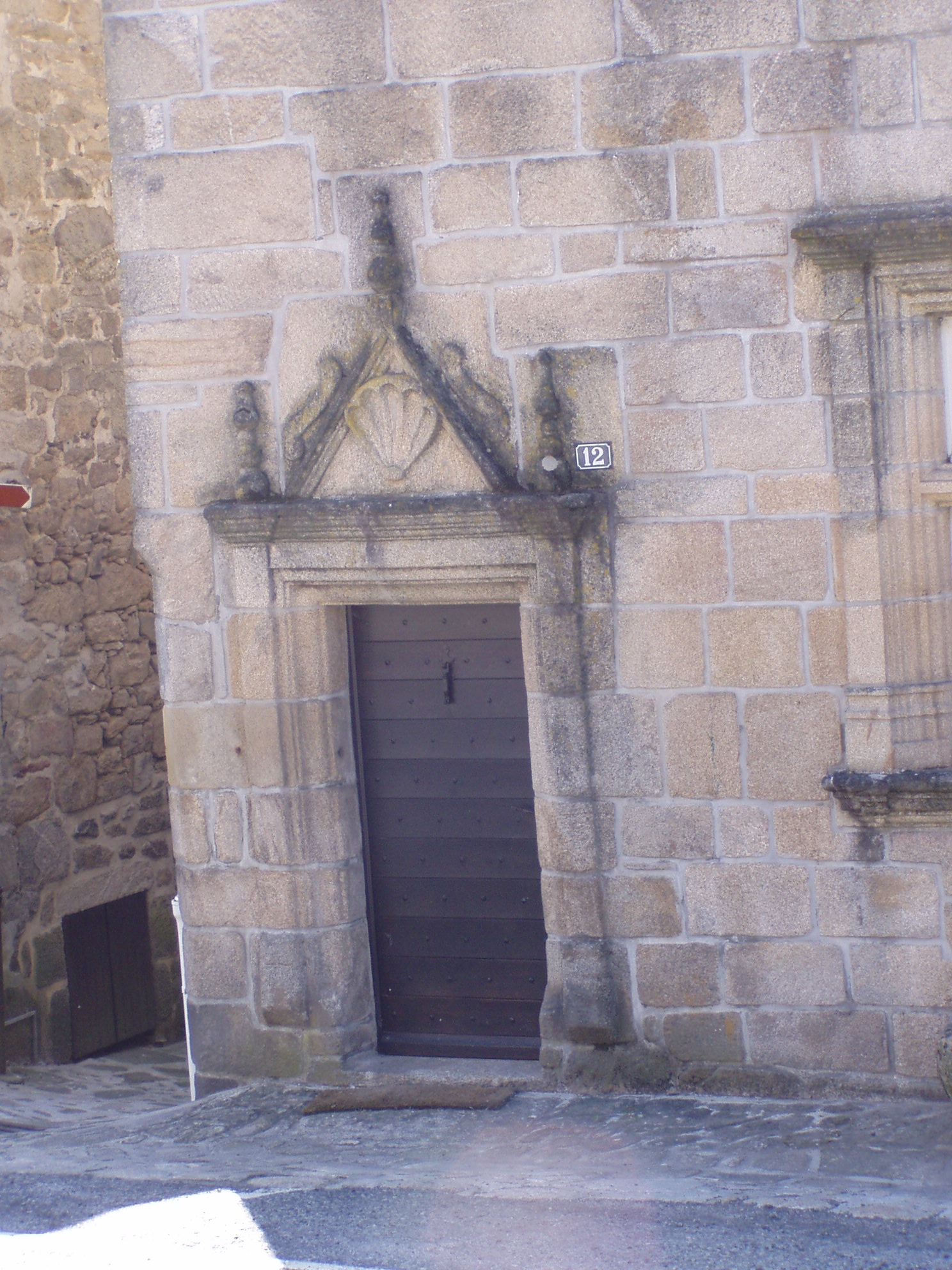
Détail de la porte de la maison Lachaud Sangnier.

- La maison Lachaud Sangnier (1573) est une auberge située sur le chemin du pèlerinage de Saint-Jacques-de-Compostelle. À l'intérieur est gravée la phrase suivante : « Custodiat Dominus » qu'il faut lire « À la Garde de Dieu ». Y nait l'avocat Charles Lachaud, qui a épousé Louise Ancelot, filleule d'Alfred de Vigny. Leur petit-fils, Marc Sangnier a séjourné en ces lieux.
- La halle est construite au XIIIe siècle et rénovée en 1484 après le passage et la destruction de Rodrigue de Villandro en l'année 1438. Il venait récupérer les 1000 écus que lui avait empruntés Jean de Comborn. La charpente est en châtaignier et elle est recouverte en ardoises de Travassac. Elle reposait à l'origine sur 14 piliers en pierre de taille.

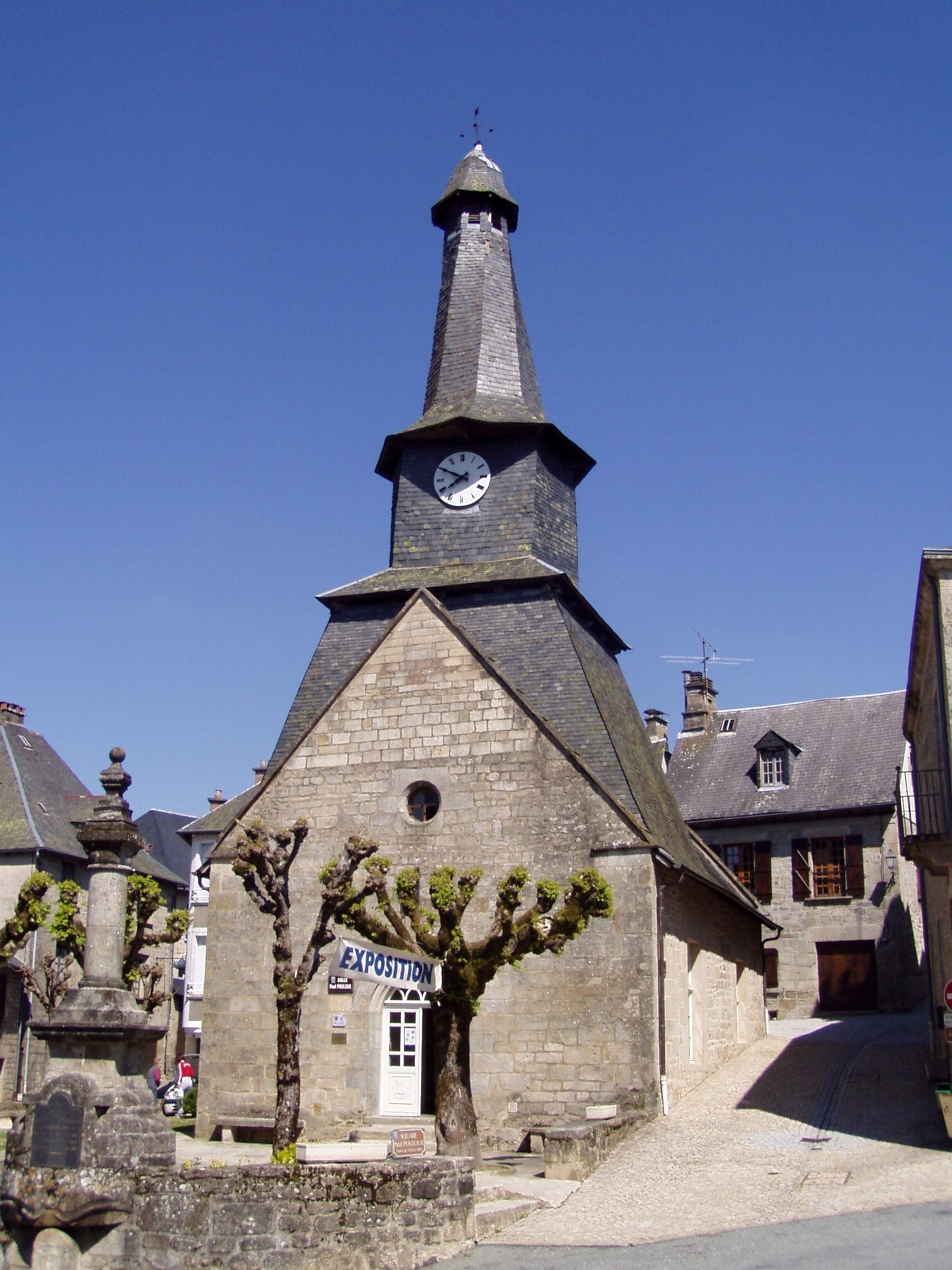
La chapelle Notre-Dame avec son clocher tors.

- La chapelle Notre-Dame-de-la-Paix est construite en 1626 sous les auspices du seigneur du lieu Philibert de Pompadour, l'argent ayant été donné par l'avocat Jean Dumas. Elle était dédiée à Notre-Dame de la Paix. Elle devint mairie en 1808 jusqu'en 1987 et de nos jours sert de salle de réunion au conseil municipal et de salle d'exposition appelée salle Paul-Pouloux. Elle possède un clocher tors, qui est une forme de clocher assez rare en Europe (il n'en existe qu'une centaine dans toute l'Europe). Celui de Treignac est un des plus complexes de tous les clochers tors de France, il a été construit volontairement comme ceci.
- La tour est l'escalier en pierre et à vis de l'hôtel Forest-de-Faye, celui-ci datant de 1585. Une décoration en accolade encadre la porte d'entrée. Il est écrit « Trina Ostia, Trina Castella, Trina Suburbia », ce qui signifie « Trois Portes, Trois Châteaux, Trois Faubourgs » (ce qui n'a rien à voir avec l"étymologie du nom de la ville).
- Le collège Lakanal est fondé en 1662 grâce aux dons d'Étienne Lafond, sieur du Mazubert, et de son fils Ignace. Ce sont les frères doctrinaires d'Ussel, qui les premiers ont enseigné dans ce collège. On peut lire de chaque côté de la porte :

| À gauche         | À droite | Lire                    |
| ---------------- | -------- | ----------------------- |
| Collegium        | DOM      | Deo Omnipotentis Maximo |
| Treignacense     | 16+65    | ?                       |
| Patrum doctrinae | SVB AV   | Sous l'Auguste          |
| Christinae 1704  | PONPADVR | Pompadour               |

- Lakanal y aurait enseigné en 1780 (le conditionnel étant de rigueur car aucune preuve historique ne vient vérifier cette assertion). Sur la place surplombant le collège, se trouve une fontaine datant du XIXe siècle.
- La rue de la Garde est nommée ainsi car elle gardait les portes de la Pradelle et celle de Soulanche, à la sortie de la rue du docteur Flessac (ancienne rue du Plaud). On y trouve des demeures datant du XVIe siècle, en particulier la maison Lavareille-Raynaud.
- La maison Fleyssac est construite au XVe siècle et s'adossait aux remparts et contreforts de la porte de la Pradelle. Vendue aux protestants en 1638, ils y ont célébré leur culte pendant 50 ans. Dans les années 1960/70 à la demande de l'abbé Georges Fleyssac, curé de la paroisse Saint-Sernin de Brive, à l'étage, il fut procédé à la démolition d'une cloison masquant une cheminée, ceci amena la découverte d'une inscription sur le manteau de la cheminée, l'érudit identifia un texte du culte réformé[35]).
- La chapelle des pénitents fut construite à l'aide de souscriptions. La première pierre fut posée en avril 1646. Ce lieu de culte recevait la confrérie des Pénitents blancs fondée en 1637. Au début du XXe siècle, la confrérie s'est éteinte au décès du dernier pénitent.

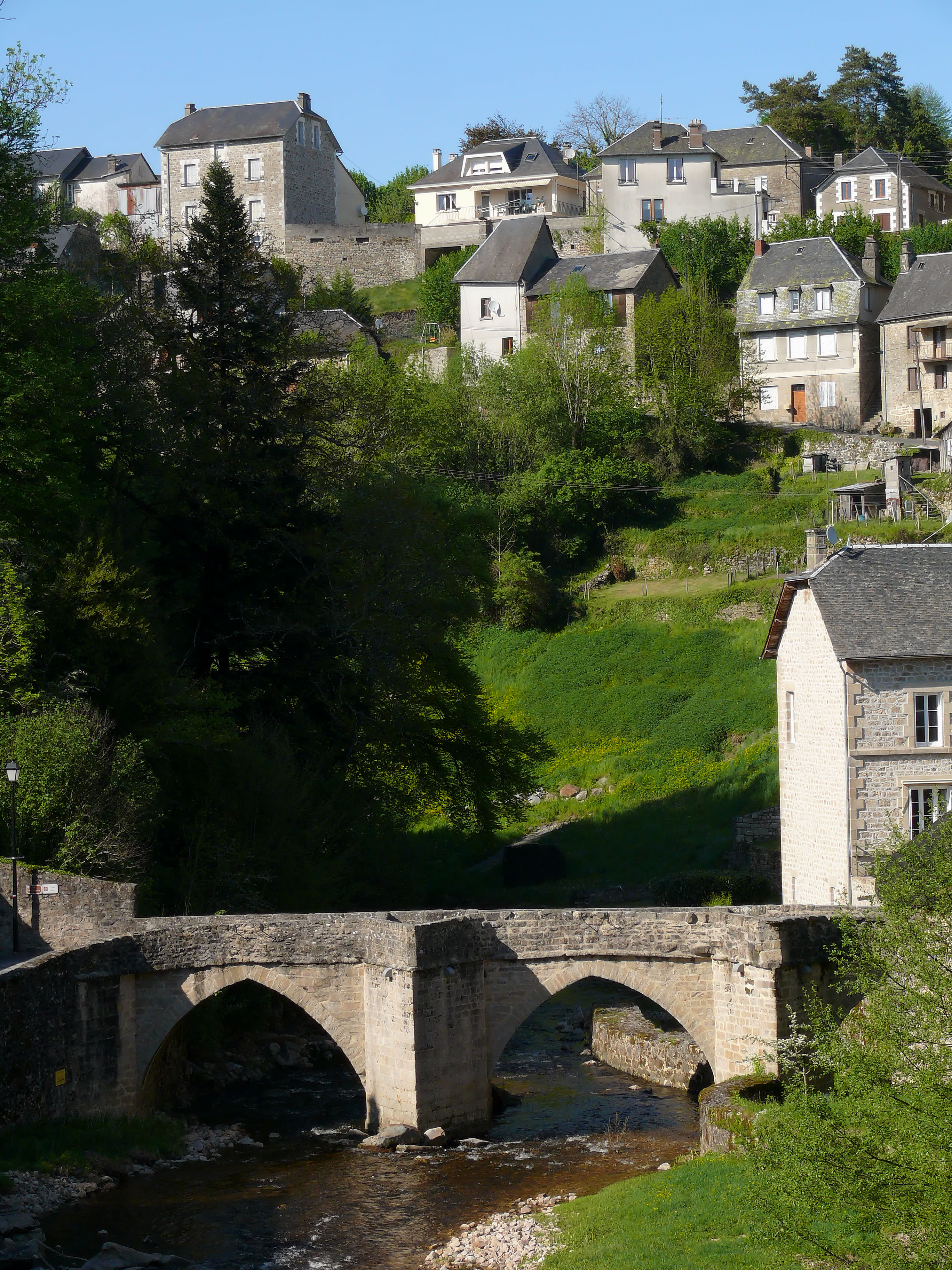
Le pont sur la Vézère.
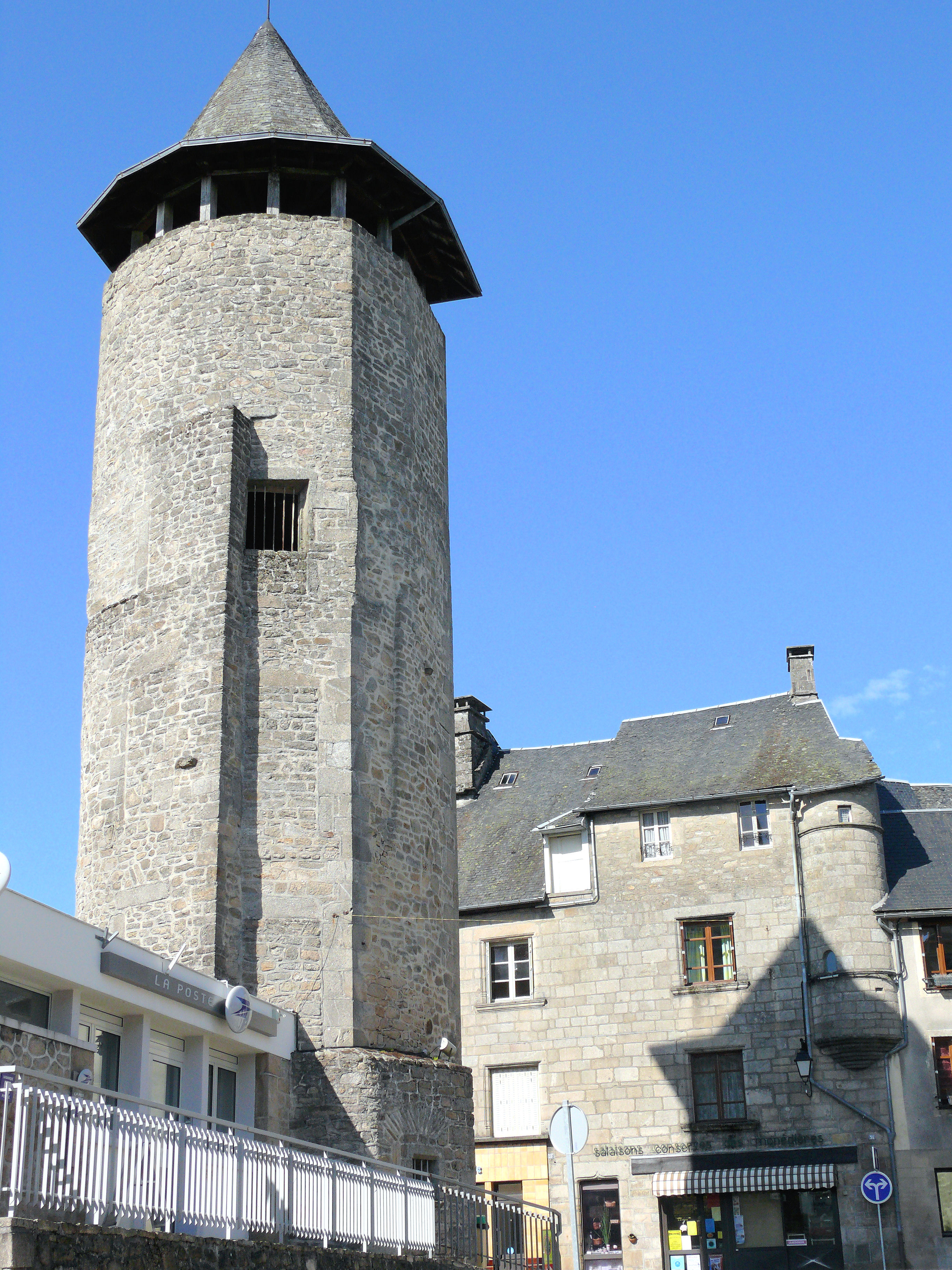
La tour.
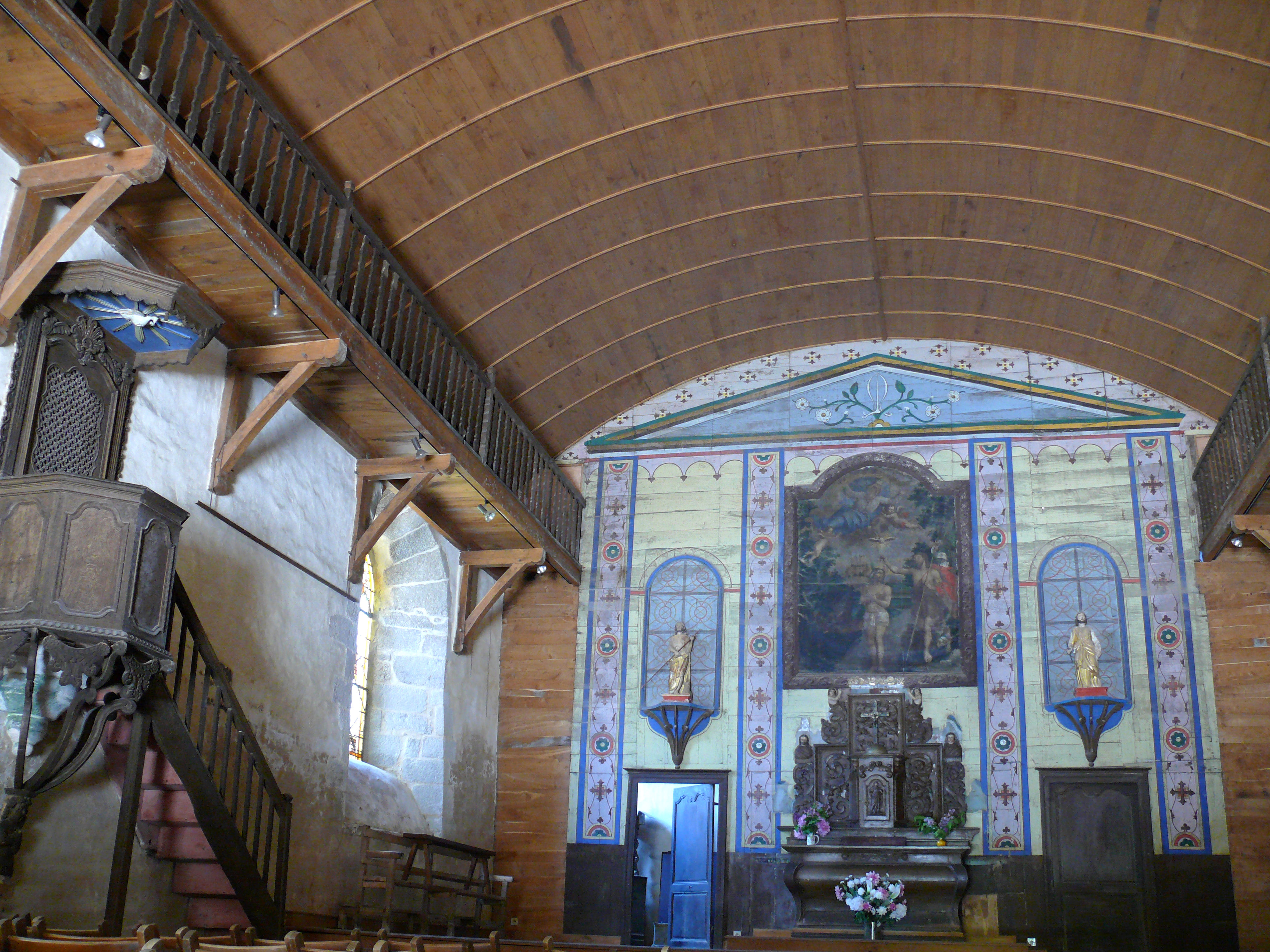
La chapelle Saint-Jean-Baptiste des Pénitents blancs.
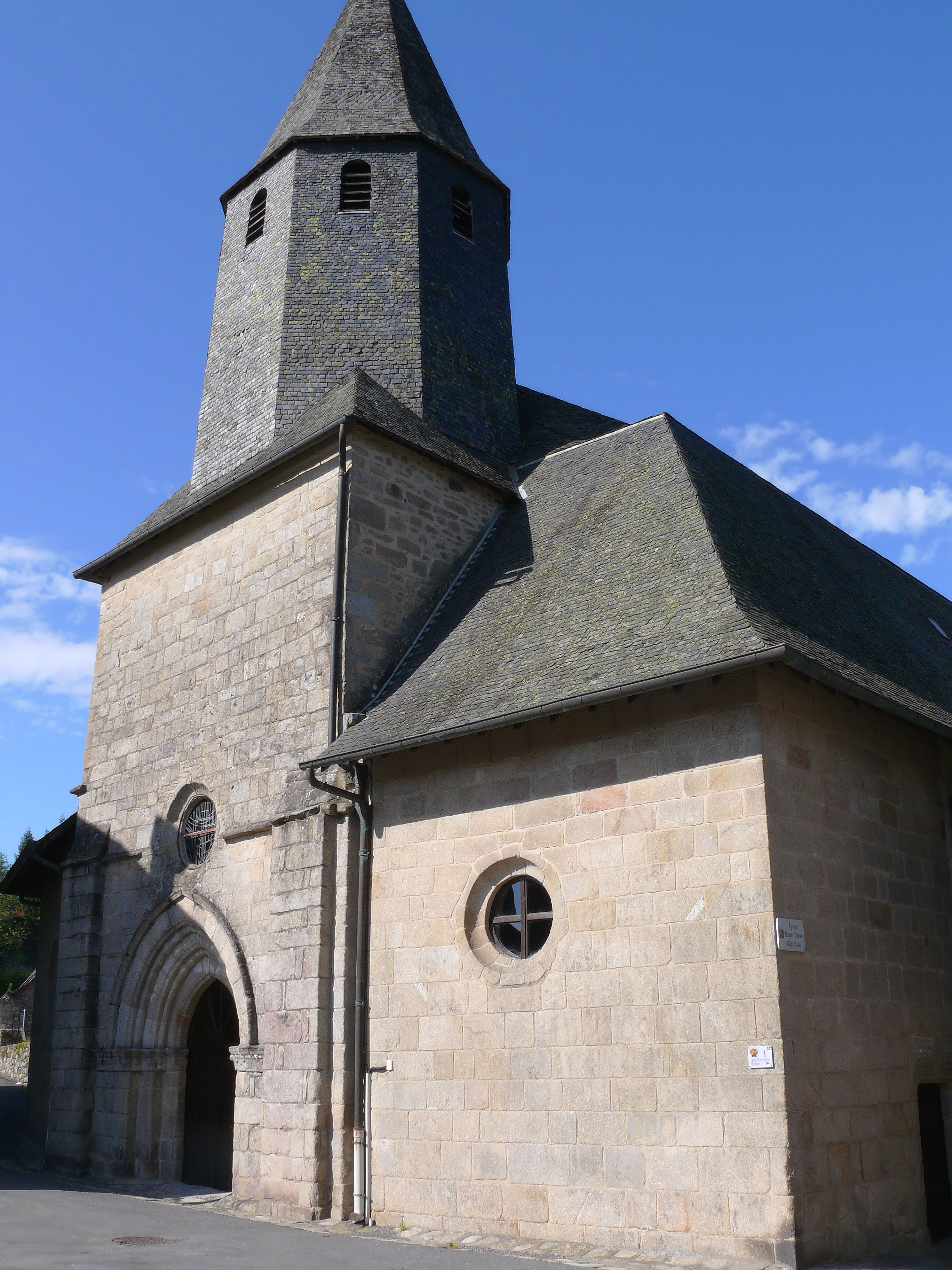
L'église Notre-Dame-des-Bans.
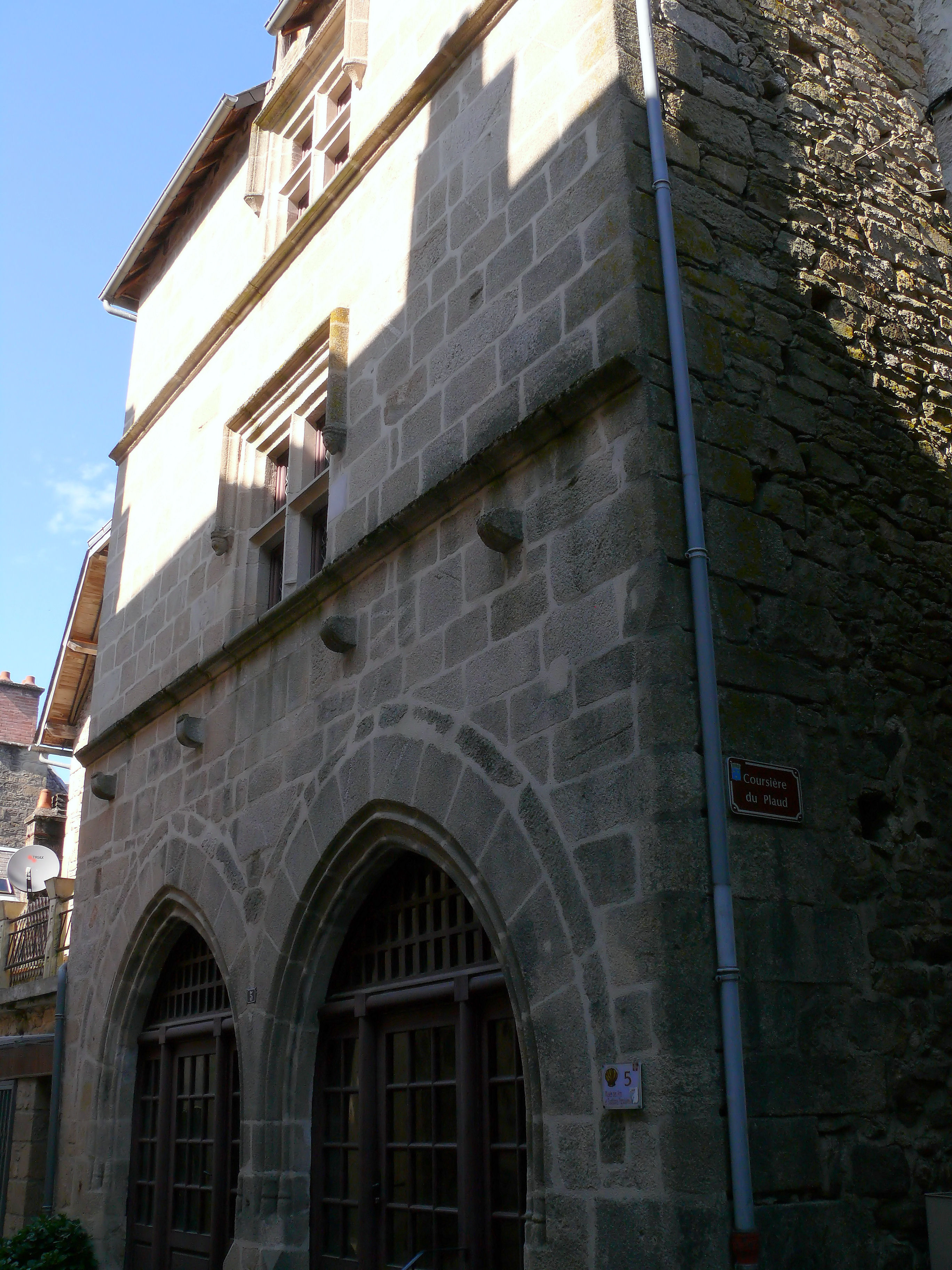
Musée des arts et traditions de la Haute-Vézère.

En 2020 sont inaugurées deux statues des anciens présidents de la République Jacques Chirac et François Hollande, réalisées par le sculpteur argentin Augusto Daniel Gallo. Elles doivent rester en place pendant quelques mois.

### Patrimoine campanaire
La commune est membre de l'Association Campanaire Limousine.
Elle dispose de cloches dans de nombreux bâtiments :
- Église Notre-Dame-des-Bans (nombre : 3)
- Chapelle des Pénitents-Blancs (nombre : 2)
- Chapelle Notre-Dame-de-la-Paix (nombre : 1, tocsin)
- Hospice (1 cloche murale)
- École de filles, Office du Tourisme (nombre : 2)
- École Camille-Feury, ancien collège (nombre : 1)
- École de garçons, médiathèque (nombre : 1)
- Temple protestant (cloche disparue)

A l'extérieur du bourg :
- Chapelle de calvaire (nombre : 1)
- École de hameau de Luchelèbre (1 cloche murale)

### Festival de Jazz Kind of Belou
Kind of Belou est un festival de musique spécialisé dans le jazz qui se déroule chaque été, au mois d'août, depuis 2000 dans le village.

### Personnalités liées à la commune

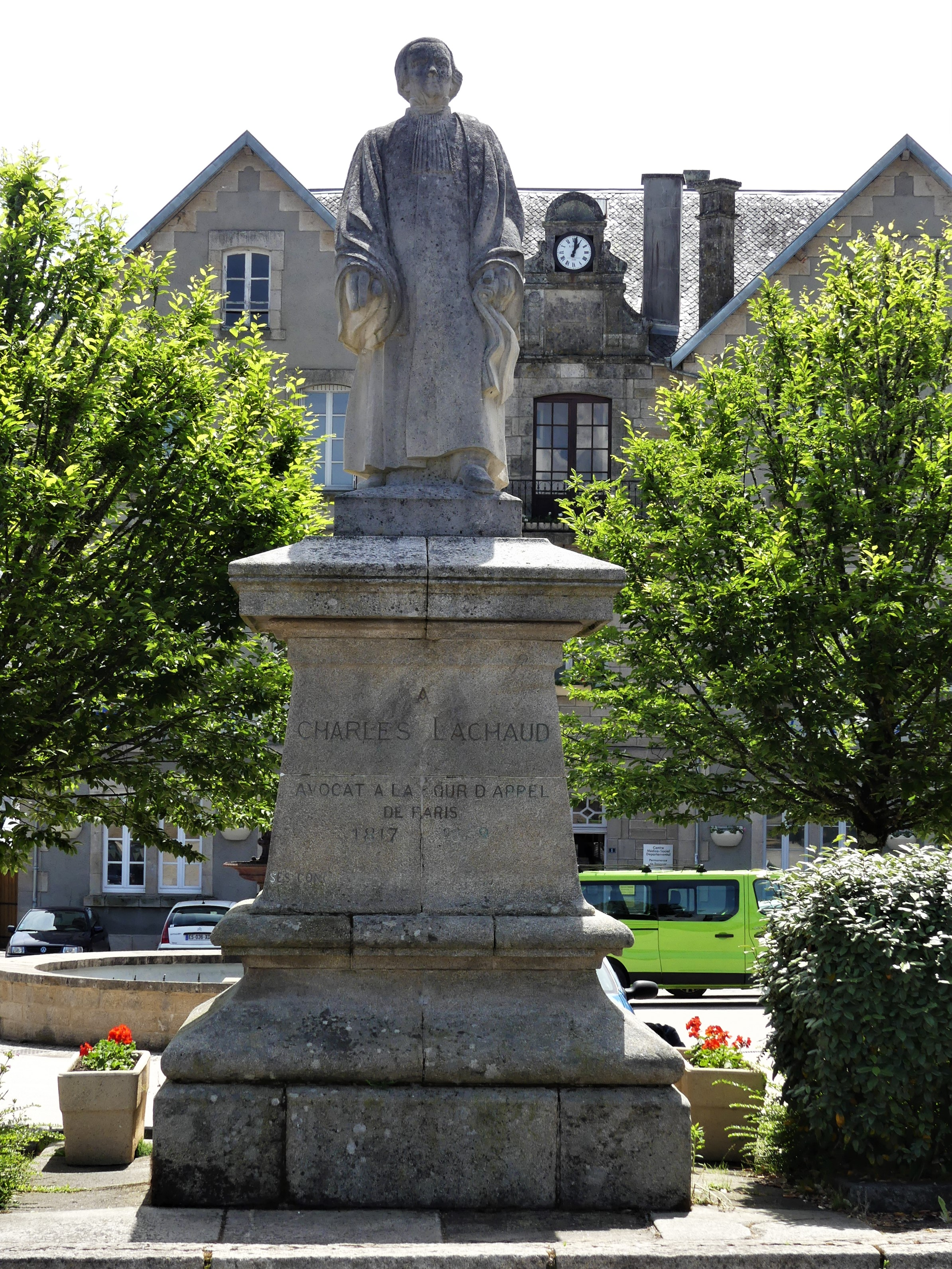
La statue de Charles Lachaud à Treignac.

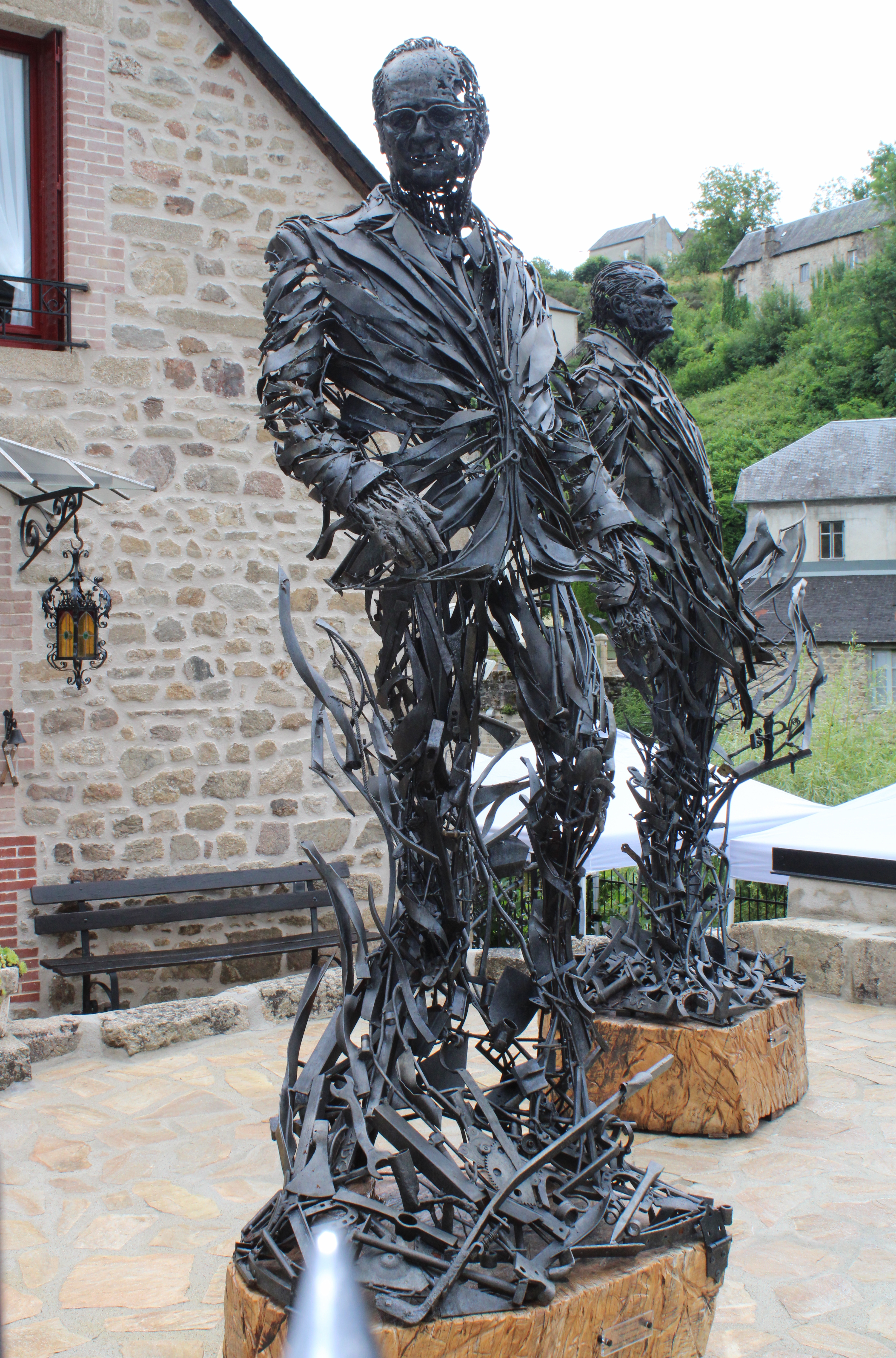
Sculptures de François Hollande et Jacques Chirac par Augusto Daniel Gallo près du Pont Finot.

- Pierre Rodier (né à Treignac vers le milieu du XIIIe siècle, mort en 1330), chancelier de France sous Charles IV le Bel puis évêque de Carcassonne. Il faillit faire construire une église collégiale à Treignac[38] ;
- Jean-Joseph Parel Despeyrut de La Chatonie (né le 1er janvier 1755 à Treignac et décédé le 16 juillet 1843 au château de Forsac à Benayes), homme politique français ;
- Jacques Juge de La Borie (1702-1779), avocat du roi Louis XVI au Présidial, premier maire de Limoges, né à Treignac ;
- Charles Lachaud (1817-1882), avocat bonapartiste. Un monument fut érigé en son honneur sur la place de la République en 1897 ;
- Léon Vacher (1832-1903), homme politique né et mort à Treignac ;
- Edmond Tapissier (1861-1943), peintre, cartonnier, lithographe et illustrateur, mort à Treignac ;
- Marc Sangnier (1873-1950), journaliste et homme politique, fils de Félix Sangnier et de Thérèse Lachaud, fille de Charles Lachaud, précité. Petit-fils de Charles Lachaud ;
- Léon Salagnac (1894-1964), homme politique français, membre du Parti communiste français ;
- Camille Fleury (1914-1984), peintre, sculpteur, vitrailliste (auteur des vitraux de l'église) et créateur de tapisserie, mort à Treignac ;
- Pierre Meyrat (1916-1969), pilote automobile français sur circuits, y enterré à Treignac ;
- Daniel Borzeix (1942-), écrivain et éditeur ;
- Jean Alambre (1946-), écrivain et un auteur-compositeur. Son pseudonyme est un emprunt fait à la rivière du même nom, l'Alambre ;
- Bernard Lajarrige (1917-1999), comédien français.

### Héraldique
| Blason de Treignac | Blason  | D'azur à trois étoiles d'or. DeviseTrina ostia, trina suburbia, trina castella (Trois portes, trois faubourgs, trois châteaux). |
| Blason de Treignac | Détails | Selon d'Hozier, la ville porte : D'argent à trois bandes ondées de sable. La devise n'a évidemment rien à voir avec l'étymologie du nom : Treignac = du nom d'homme latin Trinius + suffixe -acum. Le statut officiel du blason reste à déterminer. |